# 파라다이스 (소설)
《파라다이스》(프랑스어 원제: Paradis sur Mesure, 맞춤형 천국)는 프랑스의 작가 베르나르 베르베르의 단편소설 모음집으로, 같은 베르베르의 단편집인 《나무》보다는 뒤에 나왔다. 17편의 길고 짧은 이야기들로 구성되어 있으며, 각기 ‘있을 법한 미래’와 ‘있을 법한 과거’로 구분되어 있다. 한 편당 분량은 대개 20~60 페이지 정도이나, ‘막간의 짧은 이야기’라고 하여 2~3페이지 정도에 불과한 이야기가 2편 있다.
여기에 수록된 단편소설들의 주제는, 어떤 것은 완전히 새로운 것이나, 베르베르의 기존의 장편 소설인 《신》, 《개미》에서 다른 작중 인물들의 입을 통해 언급된 적이 있는 짧은 아이디어를 발달시킨 것들도 있다. 또한 베르베르 자신이 직접 겪은 경험담을 소설로 발전시킨 것들도 있다. 특히 베르베르는 이 책의 머리말에서 다음과 같이 언급하였다.
| “ | 독자들은 내가 즐겨 쓰는 몇몇 주제들을 이 책에서도 볼 수 있을 것이다. 나는 그 주제들을 여러 시각에서 탐구했는데, 그 시각들이 때로는 일치하고, 때로는 서로 대립하며, 때로는 상호 보완적 작용을 한다. | ” |

한국어판은 프랑스어판이 출간된 후 2년 뒤인 2010년에 임희근에 의해 번역되어 열린책들에서 출간되었으며, 1권과 2권으로 나뉘었다.

## 목록
다음은 단편소설들을 나열한 목록이다.
- 〈환경 파괴범은 모두 교수형〉 (있을 법한 미래)
- 〈진리는 손가락에〉 (막간의 짧은 이야기)
- 〈존중의 문제〉 (있을 법한 과거)
- 〈꽃 섹스〉 (있을 법한 미래)
- 〈사라진 문명〉 (있을 법한 미래)
- 〈안개 속의 살인〉 (있을 법한 과거)
- 〈내일 여자들은〉 (있을 법한 미래)
- 〈영화의 거장〉 (있을 법한 미래)
- 〈맞춤 낙원〉 (있을 법한 미래)
- 〈남을 망치는 참새〉 (있을 법한 추억)
- 〈농담이 태어나는 곳〉 (있을 법한 미래)
- 〈대지의 이빨〉 (있을 법한 과거)
- 〈당신 마음에 들 겁니다〉 (있을 법한 미래)
- 〈상표 전쟁〉 (있을 법한 미래)
- 〈허수아비 전략〉 (있을 법한 과거)
- 〈안티-속담〉(막간의 짧은 이야기)
- 〈아틀란티스의 사랑〉 (있을 법한 과거)

## 같이 보기
- 《신》
- 《개미》